# Таємничий камінь озера Вінніпесокі

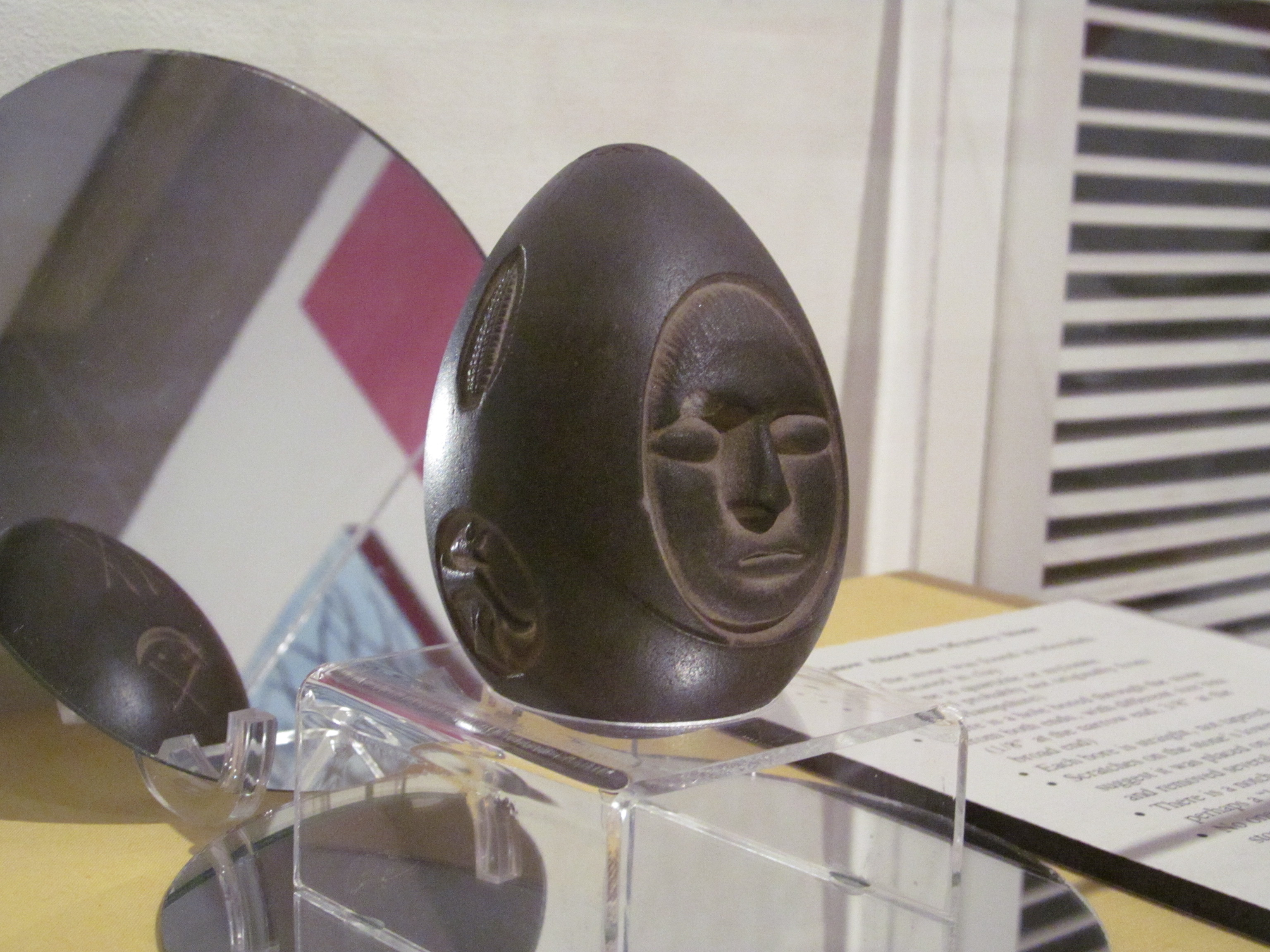
Таємничий камінь озера Вінніпесокі в Історичному товаристві Нью-Гемпшира

Таємничий камінь озера Вінніпесокі (англ. Lake Winnipesaukee mystery stone) — недоречний артефакт, що знайдений біля озера Вінніпесокі в Нью-Гемпширі (США). Вік, призначення та походження каменю невідомі.
Камінь становить близько 10 см завдовжки і 6,4 см завтовшки, темного забарвлення, яйцеподібної форми, з різноманітними різьбленими символами. Різьблення на одній стороні каменю зображує обличчя людини, качан кукурудзи та кілька інших фігур. Інша сторона більш абстрактна, з перевернутими стрілками, формою місяця, крапками та спіраллю.
Отвір, що проходить крізь камінь зверху вниз, просвердлений з обох кінців свердлами різного розміру — 3,2 мм у верхній частині та 9,5 мм внизу.

## Історія
Камінь знайдений у 1872 році в місті Мередіт, штат Нью-Гемпшир, робітниками, які копали яму для паркану. Власником каменя став Сенека Ледд, бізнесмен, який найняв робітників. У 1892 році, після смерті Ледда, камінь перейшов до однієї з його дочок Френсіс Ледд Коу з Сентер-Гарбор. У 1927 році вона пожертвувала камінь Історичному товариству Нью-Гемпшира.

## Аналіз та інтерпретація
Дослідники вважали, що камінь «вшановує договір між двома племенами». Пізніше один історик припустив, що це грозовий камінь. З дещо обмеженим розумінням того часу, в описі говориться, що грозові камені «завжди виглядають як оброблені машиною чи руками: часто вони походять із глибини землі, заглиблені в шматки глини або навіть оточені твердою скелею або коралом».
У 1994 р. проведено борескопічний аналіз отворів каменю. Пізніше археолог Річард Бойсверт припустив, що діри були просвердлені інструментами 19 століття. Подряпини в нижньому отворі свідчать про те, що камінь закладали декілька разів на металевий вал.